# Середня (Калуський район)
Середня́ — село в Україні, у Войнилівській громаді Калуського району Івано-Франківської області.

## Географія
Село Середня розташоване на берегах річки Сівка між височинами Свята гора, Відгорі з північного заходу і Камінцем та Верхніми Помнєрами з південного сходу. Воно межує з такими населеними пунктами: з південного заходу — з смт. Войнилів, з південного сходу — з селом Павликівка, на північному сході до нього примикає село Дорогів, а з півночі — село Довжка.

## Назва
Назва Середнє, скоріше за все, походить від злуки двох річок — Сівки та Болехівки. Хоча існують легенди щодо назви села. Перша з них (польська) розповідає, що коли був бій між поляками і волохами (молдаванами) в XIV столітті, то середина січі (жорстокої битви) проходила якраз посередині стику двох річок — Сівки та Болехівки. Можна здогадатися, що мають на увазі стик якраз біля теперішнього моста, бо Сівка текла тим річищем, де тепер Стара ріка, що відокремлює урочище «Межимлинівки» від «Греблі».
Уже в роки незалежності та демократії село з незрозумілих причин за ініціативою окремих мешканців перейменували зі стародавньої назви Середнє на Середня — модифікований варіант від колоніальної польської назви Сьрєдня (бо на відміну від української мови, де слово село є середнього роду, польський відповідник вєшь є жіночого роду).

## Історія
Перша письмова згадка про село Середнє (Srzedne) походить від 8 січня 1437 року, про що є і відповідний запис у гродських актах Галицького староства. Є відомості, що село Середнє на той час належало львівському хорунжому Сигізмунду Кердею, що орендував тут землі, а відтак і його синам. А вже від 1475 року селом управляли шляхтичі — Ґунтер із Сеняви (Гюнтер), а в 1523 році власником Середнього стає галицький каштелян Миколай Сенявський. Через рік староста Калуша віддав Середнє у довготривалу оренду Янкові Дідушицькому.

### Від татарської навали до австрійської монархії
У податковому реєстрі 1515 р. в селі Середнє документуються піп (отже, вже була церква) і 5 ланів ріллі.
У податкових реєстрах за 1565—1566 роки знаходимо, що мешканці Середнього на той час проживали у «шести подворисках осілих», де кожне подвориско платило 6 флоринів річного податку. Разом усі мешканці Середнього платили 36 флоринів і обробляли лан землі.
У 1633 році посесором Середнього стає шляхтич Андрій Понятовський, а невдовзі — Олександр Гідзинський. Шляхтичі Гідзинські тут панували впродовж століття.
Перша половина XVII століття відзначалася спустошливими нападами татар на Галичину. Польський дослідник Е. Горн писав: "За 28 років (1605—1633) Галицька земля мала тільки 12 років спокою: 26 разів, інколи 2 рази на рік, на неї нападали татари, 30 міст орда руйнувала по декілька раз. Зокрема, Войнилів — 5 разів, Калуш — 4. І ось у такі лихі часи поляки посилюють латинізацію та колонізацію усієї України, триває період нещадного гноблення селян. Це і стає причиною непокори. Закріпачене селянство стає все більше готовим до вибуху. І він, отой вибух, припав саме на 1648 рік. Тоді військо Богдана Хмельницького було ще під Білою Церквою, а вже на Поділлі, Покутті та на Прикарпатті вирувала селянська війна. Пани Гідзинські, володарі войнилівських земель, спішно покидали Войнилів.
Почувши, що мешканці Войнилова захопили панську садибу і грабують єврейські крамниці та склади, середненські селяни і собі утворили невеличкий загін і вдерлися у панській двір на Відґорі, де проживав шляхтич Ліщинський. Повстанці спалили запаси сіна та соломи, зруйнували ставок, пасіку, зібрали з комори усе зерно нового врожаю, забили дві свині і, як виявилося пізніше, нанесли пану збитків на суму 1260 злотих. Відтак середненський загін з'єднався з повстанцями Дорогова та Колодієва і спільними зусиллями пограбували фільварок у Колодієві і рушили маршем на Луку. Тут вони оточили замок пана Луговського і теж ним заволоділи. Проте дії повстанців носили стихійний характер. А невдовзі народні месники були жорстоко покарані за свої вчинки.
У 1772 році, Річ Посполита була поділена між Прусією, Росією та Австрією. Невдовзі Австрія оголосила новопридбані землі Королівством Галіції та Лодомерії зі столицею в Лємберзі (м. Львів). За правління цісаря Йосифа у с. Середнє було складено земельний кадастр села, план села і всіх його угідь, списки селян, кількість посівного зерна, що не оподатковувалося, обчислені суми податків для кожного селянина. Усе це розмаїття документів носить тепер назву Йосифинська метрика, яка зберігається у Центральному державному історичному архіві у м. Львові.
Шляхтичі Гідзинські за Австрії, заплативши викуп у королівську скарбницю, зуміли стати повноцінними власниками села, віддаючи середненські землі в оренду таким шляхтичам, як Голосківський, Кухарський, Лещинський та інші. Впродовж подальших століть село Середнє ще не раз переходило з рук в руки різних власників. Ґаздували тут пани Поструські, Яворські, Домашевські…
У 1792 році розпочалося спорудження Цісарської дороги від Мартинова до Войнилова, в будівництві якої брали безпосередню участь середненці. Австрійські землеміри та геологи зацікавилися покладами вапняку та алебастру на Камінці. Через 5 років тут почали видобувати камінь, побудували гіпсову гуту. Алебастр легко піддавався обробці, з якого виготовляли невеличкі скульптури, що навіть експонувалися у Відні під час Міжнародної виставки у 1848 році. 

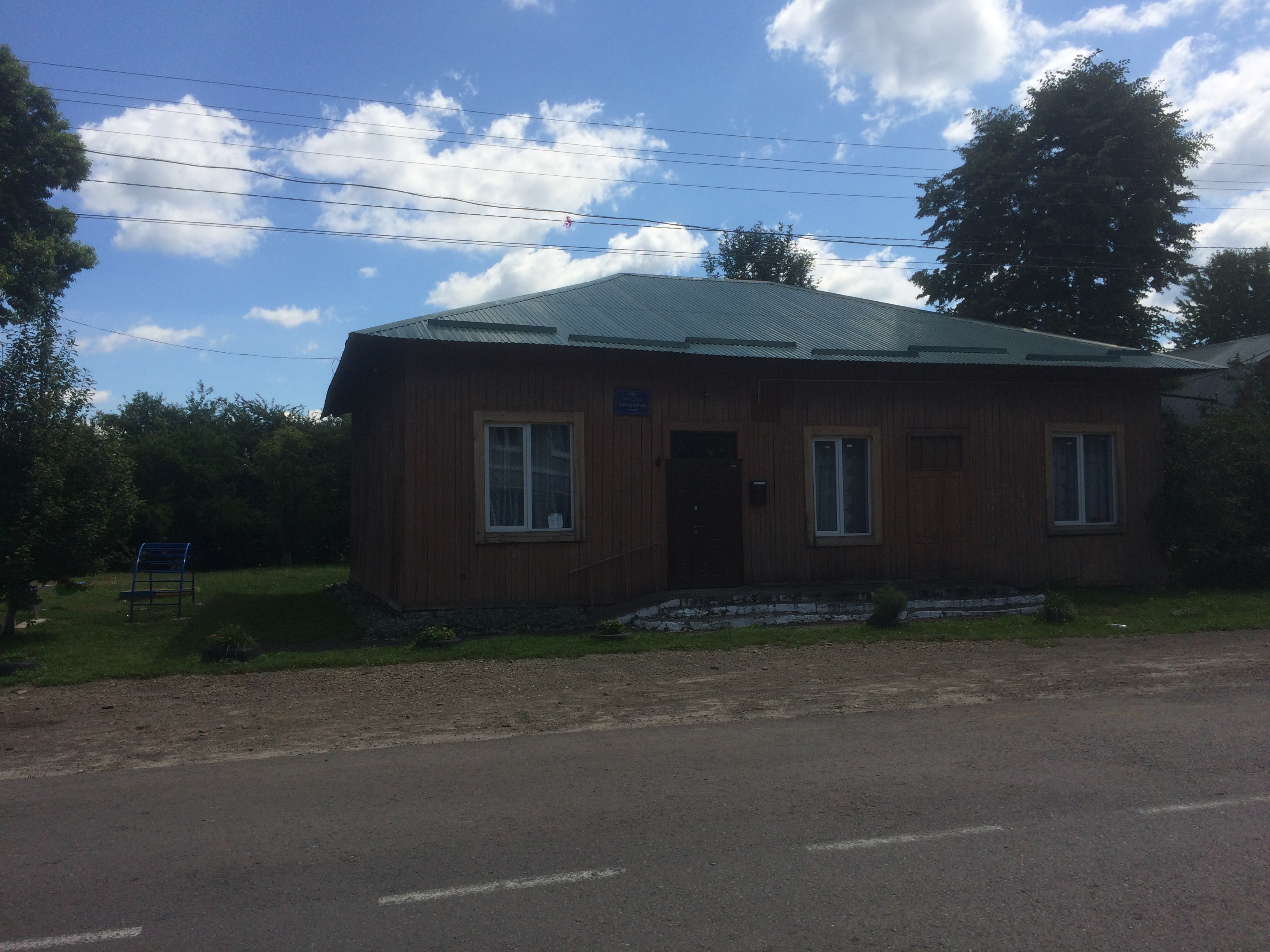
Народний дім

Що стосується розвитку культури, то церкву в селі побудували лише у 1854 році та освятили 25 травня, а за рік, у 1855 році з'явилася у Середньому і парафіяльна школа. Товариство «Просвіта» започаткувало свою діяльність у 1899 році завдяки зусиллям учителів Симеона Сметанського, Валентина Щадурського та пароха с. Дубовиця о. Йосифа Любінецького. На той час осередок товариства нараховував у своїх рядах 18 членів, серед яких були Василь Свирид, Петро Стула, Йосиф Бабій, Іван Солтис, Іван Козар та інші. Станом на 1880 рік село Середнє належало на той час до Калуського повіту. Церква належала до парафії в селі Дубовиця), були парафіяльна школи і позичкова гмінна (громадська) каса з капіталом 538 золотих. У 1880 році в селі проживало 504 мешканці та 51 мешканець у фільварку (426 греко-католиків, 118 римо-католиків, 10 юдеїв, 1 іншого визнання; 426 українців, 79 поляків).

### Село між Першою і Другою світовими війнами
У вересні 1914 року уся Галичина була окупована російськими військами. Австріяки перед відступом переслідували москвофілів, прибулі росіяни — свідомих українців. Особливо дісталося за це діячам та рядовим членам «Просвіти». Читальні були закриті, книги спалювалися. Тепер уже російські військові суди почали переслідувати усіх тих, хто допомагав австрійській армії, вів антиросійську пропаганду. Власне до австрійської армії у ті часи були мобілізовані Михайло та Андрій Солтиси, які з війни так і не повернулися. Не повернувся з війни й Іван Бабій, рідний брат поета Олеся Бабія, Михайло Фариняк — офіцер австрійської армії та інші. Були поранені Михайло Стула з Царського кута, Прокіп Царевич, Михайло Рижик. Тож Перша світова війна принесла чимало горя та страждань. Австрійська армія конфіскувала в серпні 1916 р. у середненській церкві 4 давні дзвони діаметром 58, 40, 30, 25 см, вага одного зі дзвонів 75 кг, а в каплиці — 1 дзвін діаметром 22 см, вагою 55 кг. Після війни польська влада отримала від Австрії компенсацію за дзвони, але громаді села грошей не перерахувала.
А відтак у жовтні 1918 року у Львові було проголошено Акт про створення незалежної Української держави. Так почалася героїчна і водночас трагічна історія ЗУНР. Легіон Січових Стрільців став фундаментом оборони від польських загарбників, на якому виникла 100-тисячна УГА. Її борцем та трубадуром став уродженець села поет Олесь Бабій.
У 1923 році Англія, Франція та Америка дали згоду на приєднання Галичини до складу Польщі. Нова Польська республіка відібрала у галичан навіть ті права, які вони мали за часів панування Австро-Угорської імперії. Насамперед, було позбавлено права вчити дітей у школах на рідній мові. Одночасно розпочалася парцеляція панських земель, яка нічого доброго селянину не несла. Ніхто з сільських мешканців не міг викупити панську землю, натомість чимало її було продано переселенцям Бережницьким, Острозьким, Лукачам, Минаям, Дзусам, Козіям та іншим. Ідея національного відродження знову запанувала в Середньому. Відновлюється діяльність товариства «Просвіта», згодом зводиться читальня, чотирикласна двоповерхова школа, діє хор, музикально-драматичний театр, який вів Йосип Свирид.

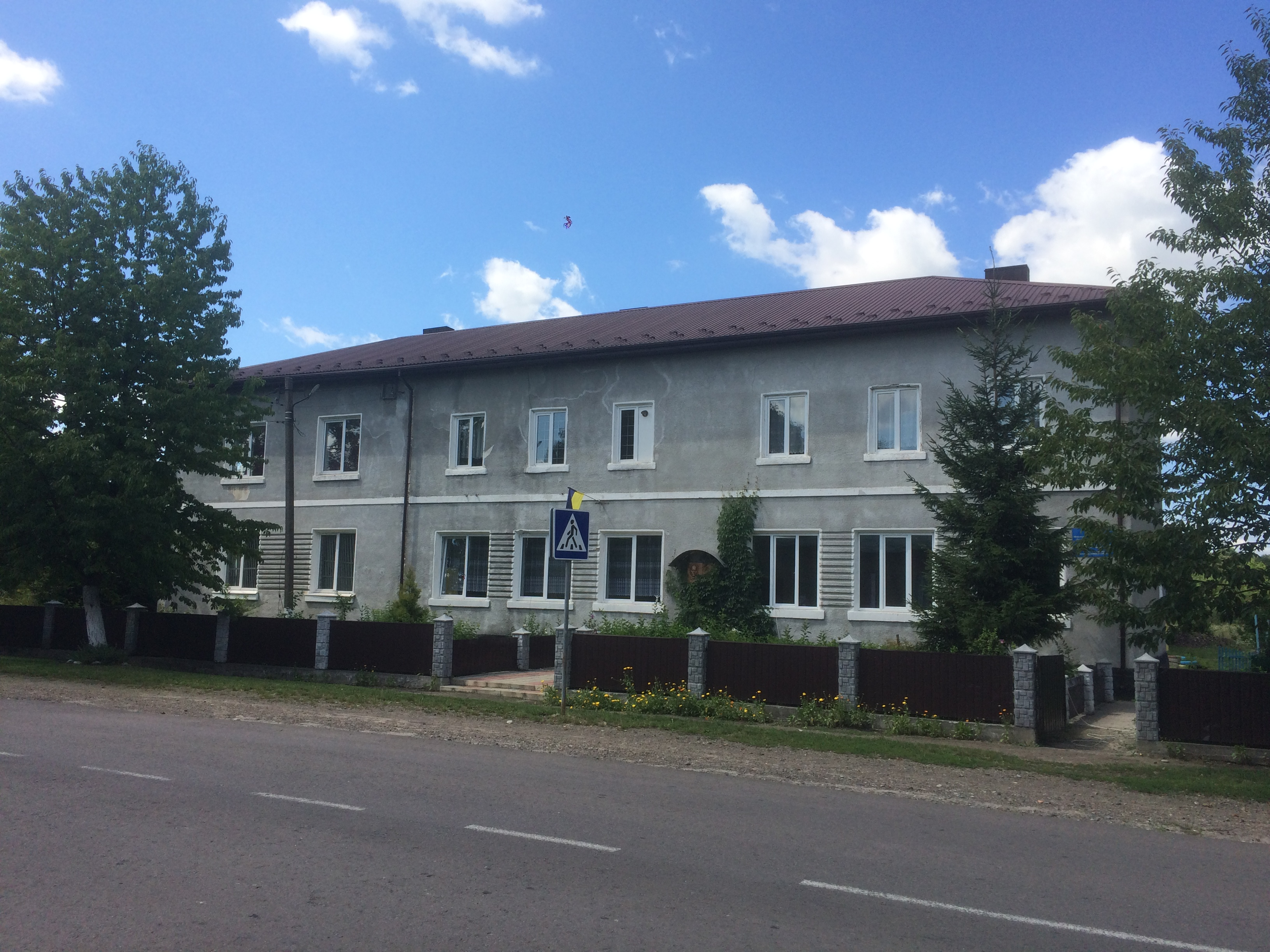
Школа села Середнє

Між Першою і Другою світовими війнами був характерний для середненців період масової еміграції за кордон у пошуках кращого життя. Лише у 1928 році на заробітки в Аргентину виїхали Василь Макута, Казимир Кащишин, Никодим Паньків, до США — Олесь Бабій, Марія Свирида, Ольга Царевич, Вікторія Савка, Вікторія Фариняк, до Німеччини — сини Михайла Стули, а найбільше — до Франції. Адам Домашевський (власник Середненського фільварку) ґаздував тут до 1939 року.
У 1939 році в селі проживало 970 мешканців (790 українців, 10 поляків, 150 латинників і 20 євреїв).

### Друга світова війна
Наприкінці 1939 року у Середньому запанувала «радянська влада». В 1940 р. село включили до Войнилівського району. Панське майно конфіскували. Землі панські та селянські забрали в колгосп (хоч до нього вступило менше третини господарів села) та не дали їх засіяти і засадити — готували голод. На той час середненська школа з шестирічної стала семирічкою, а викладали у ній переважно вчителі зі Східної України.

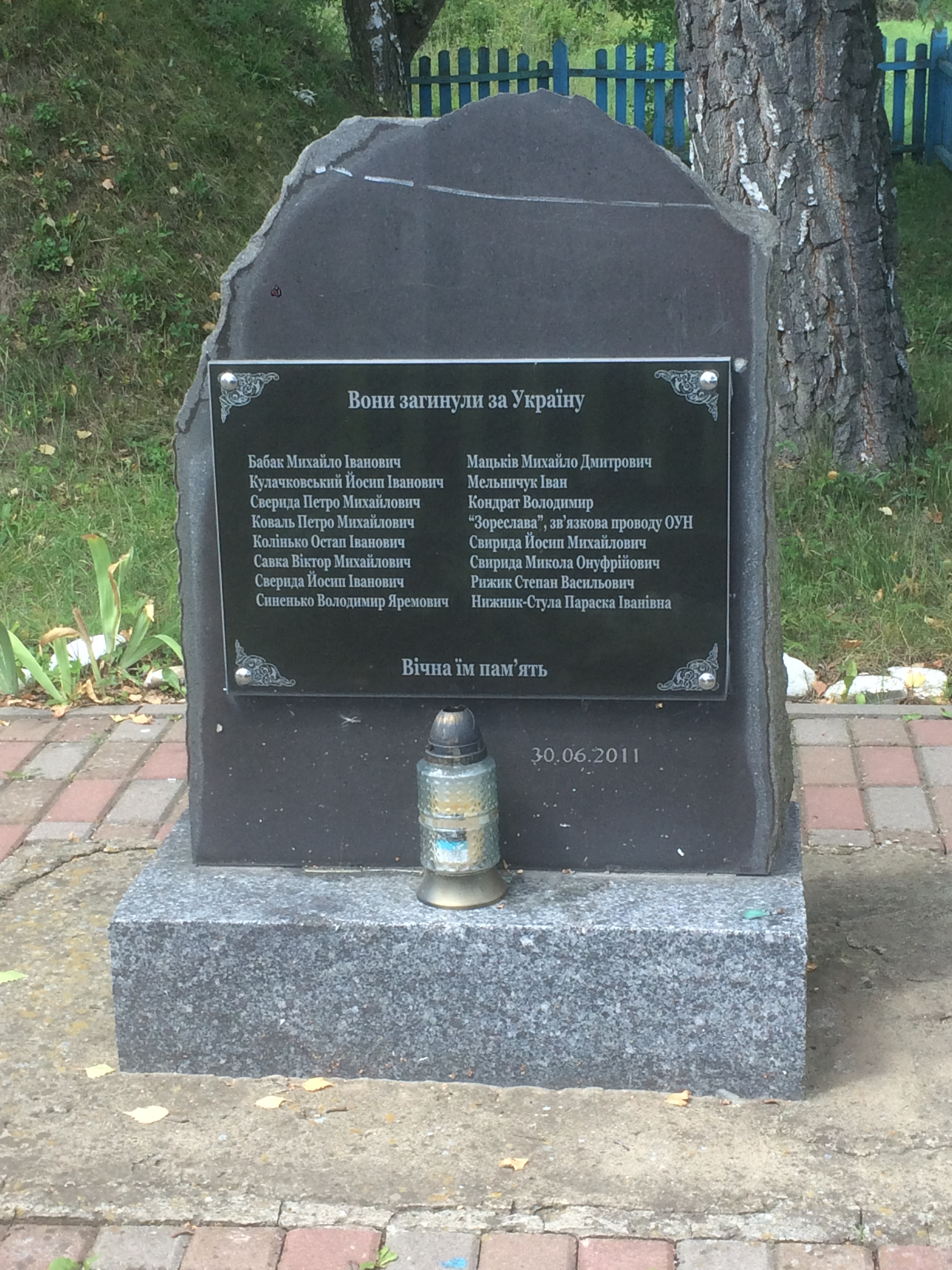
Меморіальна стела борцям за волю України

2 липня 1941 року в с. Середнє з'явилися німці. Влітку 1941 року у селі панував великий голод. Остарбайтерами стали понад 60 мешканців села. Панський маєток став називатися «лігеншафтом», куди зганяли примусово селян на роботу. Кожен мав свою норму. Все зерно з «лігеншафту» здавали до Войнилова, як контингент. Німці розпалювали ворожнечу між поляками та українцями, почалося полювання за євреями, переслідування справжніх патріотів України. Сільська організація ОУН змушена була піти в підпілля. Нацисти почали полювання на молодь — дешеву робочу силу на свої заводи і фабрики. Це був надто важкий період в житті середненців.

### Часи повоєнної відбудови
Село Середнє Радянська Армія захопила 27 липня 1944 року. І відразу почалася примусова мобілізація. На фронт пішли Микола Цяпура, Стефан Царевич, Марко Ворона, Мирослав Федюшко та інші середненці. А ось з фронтів не повернулися Богдан Бабій, що був старшиною, рядові Микола Царевич, Михайло Рижик та Микола Гнатович Царевич… Відразу почав впроваджуватися радянський спосіб життя, спротив якому чинили підпілля, повстанці, широкі народні маси. У 1945 році знову запрацювала семирічка, де разом із середненцями навчалися діти з Дубовиці, Довжки, Дорогова, Зарічного. Директорував у школі Антон Камінський, котрого у 1947 році змінив Олексій Паляниченко. А в 1950 році селян зігнали в колгосп. За перші три роки свого існування тут змінилося 3 голови — Роман Нагірняк, Михайло Лужний та Іван Вислинець. І лише з приходом Юрія Пасєки справи в колективному господарстві поліпшились. На той час агрономом працювала Марія Свирида, а бригадиром — Михайло Свирида. У господарстві почали з'являтися техніка — трактори, льонокомбайн. Добре родила картопля, кормові буряки, цукрові буряки, льон. Колгосп імені І. Франка став багатогалузевим. Мав свій сад, стави. А у 1963 році колгосп отримав нову назву — «Перемога». Це колективне господарство поволі поповнило ряди колгоспів-мільйонерів, а Юрій Пасєка за це був нагороджений орденом Трудового Червоного Прапора.
19 травня 1959 року Войнилівський райвиконком ліквідував Дубовицьку і Довжівську сільради з приєднанням до Середненської сільради.
А тим часом 14 квітня 1960 року в останньому бою УПА загинув уродженець Середнього Петро Пасічний.
У 1970 році Юрій Пасєка пішов на пенсію, а середненський колгосп об'єднали з дубовицьким, де головою призначили Володимира Яциленка. Об'єднане господарство тримало курс на механізацію та автоматизацію господарських процесів. Були збудовані нові ферми, комора, гараж, кормоцех, пилорама. Уже в 1977 році колгоспники середненської бригади отримали рекордний врожай кормового буряка — понад 1000 ц. з 1 га. А в 1979 році головою колгоспу «Промінь» (Войнилів, Середнє, Дубовиця, Довпотів) стає Галина Камінська, яка впродовж 12 років перебувала на цій посаді аж до розпаду господарства. В тодішньому колгоспі було понад 3000 голів ВРХ, збиралися високі врожаї льону, на передових позиціях перебувало і тваринництво.

### Новітні часи

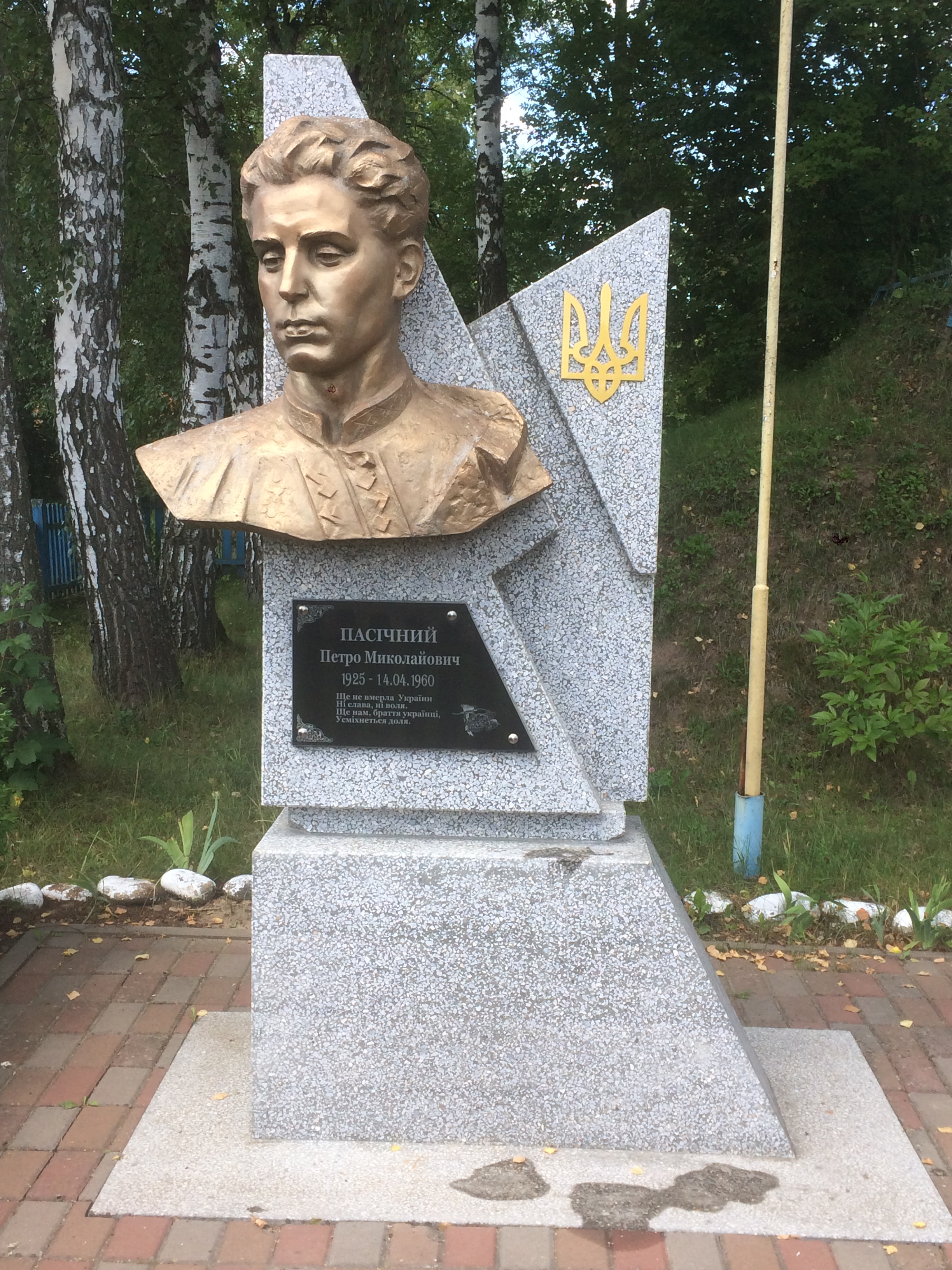
Пам'ятник Петру Пасічному

Вони запам'яталися рядом подій. У квітні 1990 року відбулося відкриття й освячення реставрованої церкви, влітку того ж таки року розпочалося спорудження Могили січових стрільців, яку освятили 30 вересня. 95 відсотків виборців села проголосувало на референдумі у 1991 році за незалежність України. 14 березня 1997 року на стіні середненської школи з'явилася меморіальна дошка роботи Ігоря Семака з барельєфом славетного земляка, поета Олеся Бабія. У 1998 році уже тривала газифікація села, яка стала реальністю завдяки наполегливості голови селища Войнилів Розалії Дейсяк. Заслуга цієї жінки і в тому, що на Зарічній стороні села 2005 року завершилося укріплення правого берега річки Сівки. 27 червня 2004 року громада села урочисто відзначала 150-річчя церкви Воздвиження Чесного Хреста. Землі колгоспу розпайовано, 2005 року 120 гектарів поля віддано в оренду данській агрофірмі «Даноша». У 2012 році поставлено пам'ятник Петру Пасічному (скульптор І. Семак).

## Герб
Автор герба — художник Ігор Бойкович.

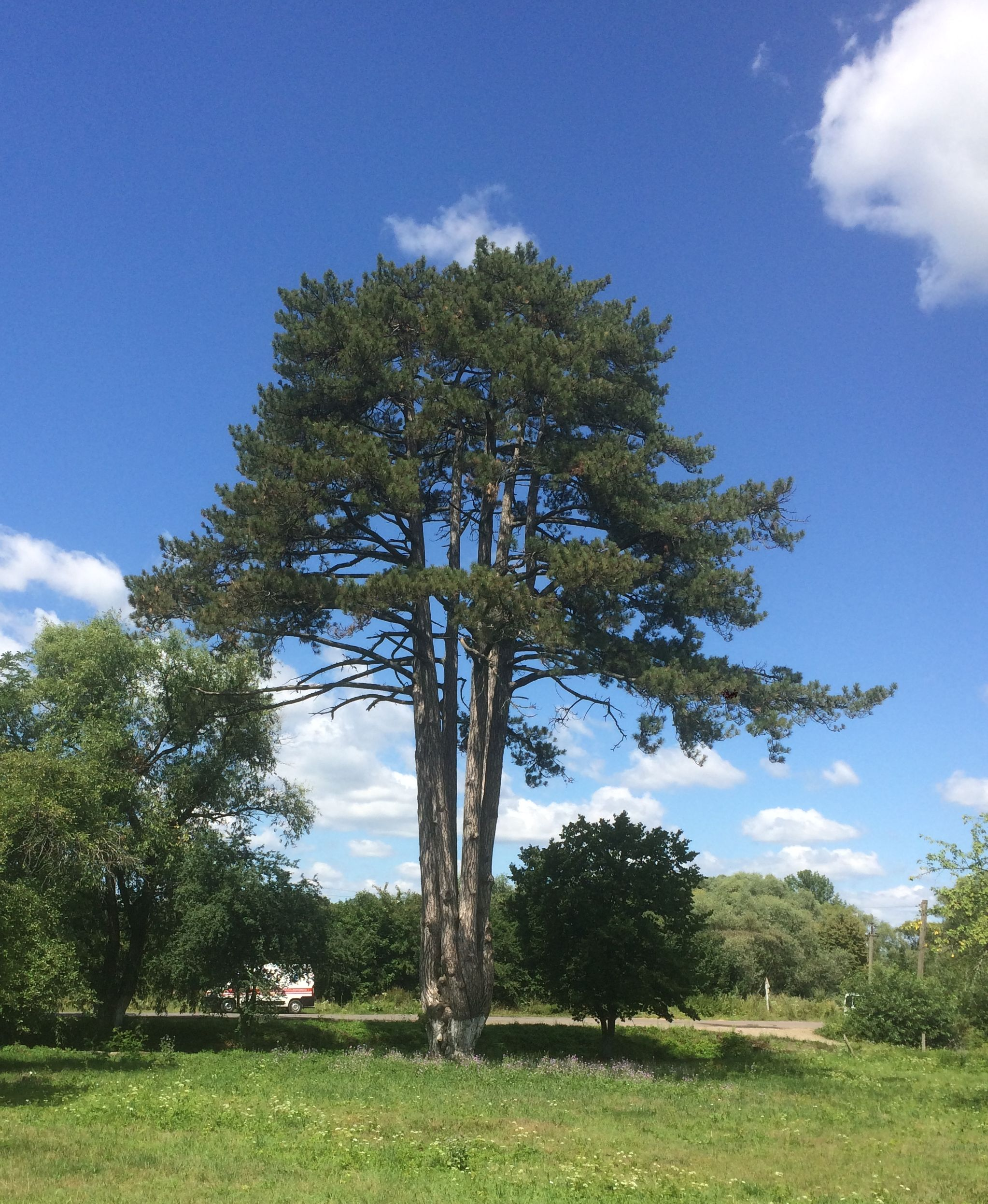
Семистовбурова сосна

Основу герба села Середнього становить зелений щит. Зелений колір щита символізує надію, достаток, свободу і радість, а також трав'яні луги.
На зеленому полі щита по обидва боки розміщено два символи гір. Це — Свята гора і гора Камінець. Вони з прадавня були економічною основою села Середнього. З підніжжя Святої гори з давніх часів люди добували рідкісну глину і червоний пісок. А на горі Камінець були промислові копальні алебастрового каменю. У геральдичному значенні гора — це символ духовного піднесення. Між двома горами на гербовому щиті зображена річка Сівка, на обох берегах якої і розташоване село. В геральдиці річки — це родючість, життя. Також річка визначає плин часу, а її шум — розмова, послідовність розвитку.
У центрі гербового щита розміщений основний бренд села Середнього — сосна із сімома стовбурами, що проростають із одного стовбура-основи. Це дерево-пам'ятник, хоч і штучно створене, але належить до див природи. Одночасно в геральдиці дерево — це символ родючості, процвітання, достатку. Крім того дерево — це символ вічного життя, безсмертя.
В нижній частині гербового щита — другий відомий бренд села Середнього. Це — джерело, що б'є на вершині Святої гори. Про цілющі властивості води з цього джерела люди знали здавна. Лікували цією водою різні шкірні захворювання, хвороби очей. І по цей час кавалькади автомобілів, котрі приїжджають по воду, свідчать про популярність цього джерела далеко за межами не тільки села, а й області. У геральдиці джерело — це родючість, безсмертя, життєва сила.
Щитотримачем герба служить вінок із колосся пшениці і дубового листя. Це — символ лісу і полів, що за селом. Вінок обвитий стрічкою голубого кольору. Корона герба складена із колосся пшениці. Внизу, на білій стрічці, — назва села Середнє та дата першої письмової згадки про село — 1437 рік.

## Соціальна сфера

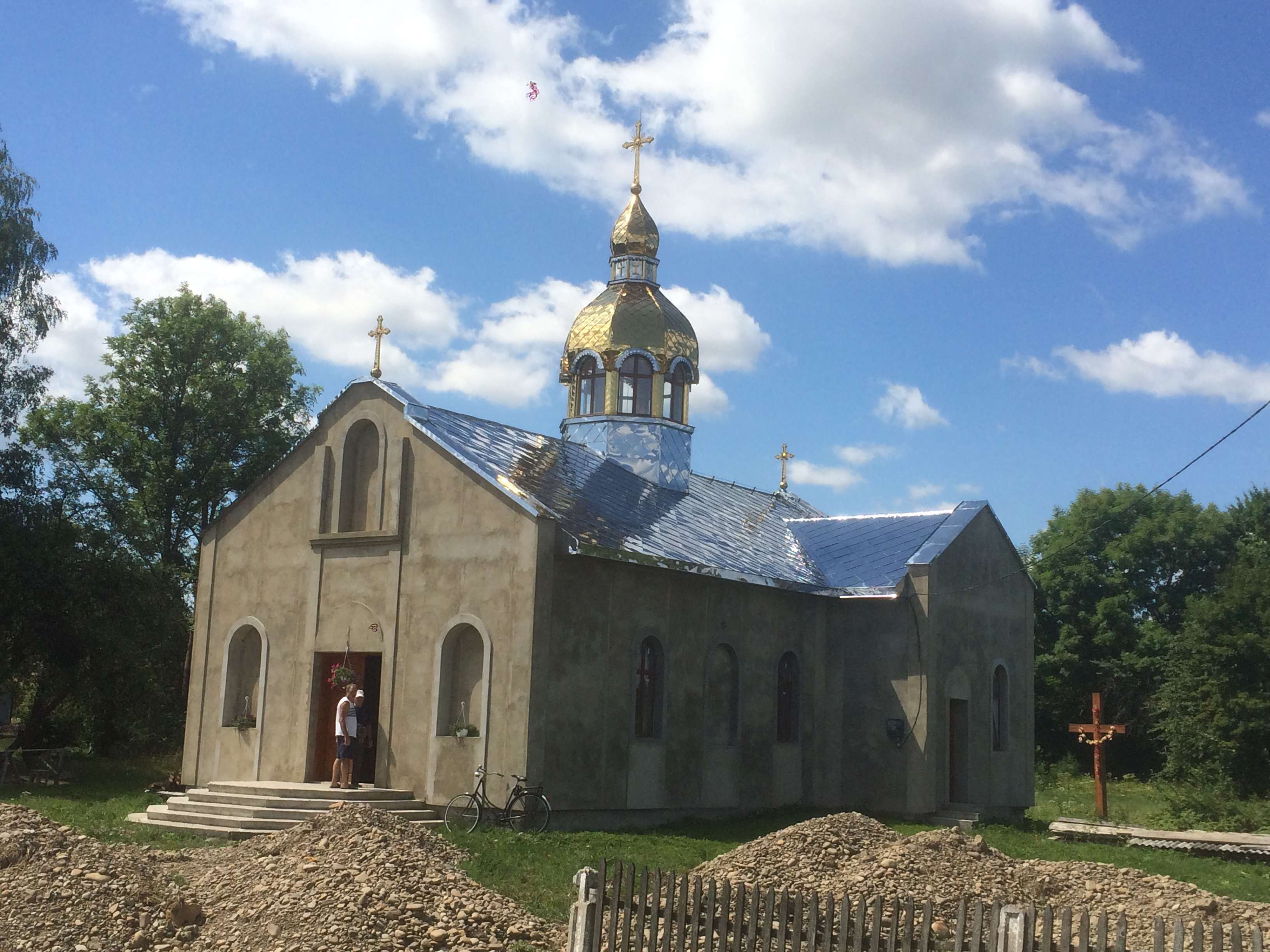
Будівництво церкви

- Церква Воздвиження Чесного Христа (храмове свято 27 вересня) 1854 року[9], пам'ятка архітектури місцевого значення № 783[10][11].
- Народний дім.
- Школа I—II ступенів[12]. на 100 місць[13].
- ФАП.
- 175 дворів.

## Вулиці
У селі є вулиці:
- Бабія
- Заньковецької
- Івана Франка
- Кулачковського
- Леся Мартовича
- Нова
- Федьковича
- 40 років Перемоги

## Відомі люди

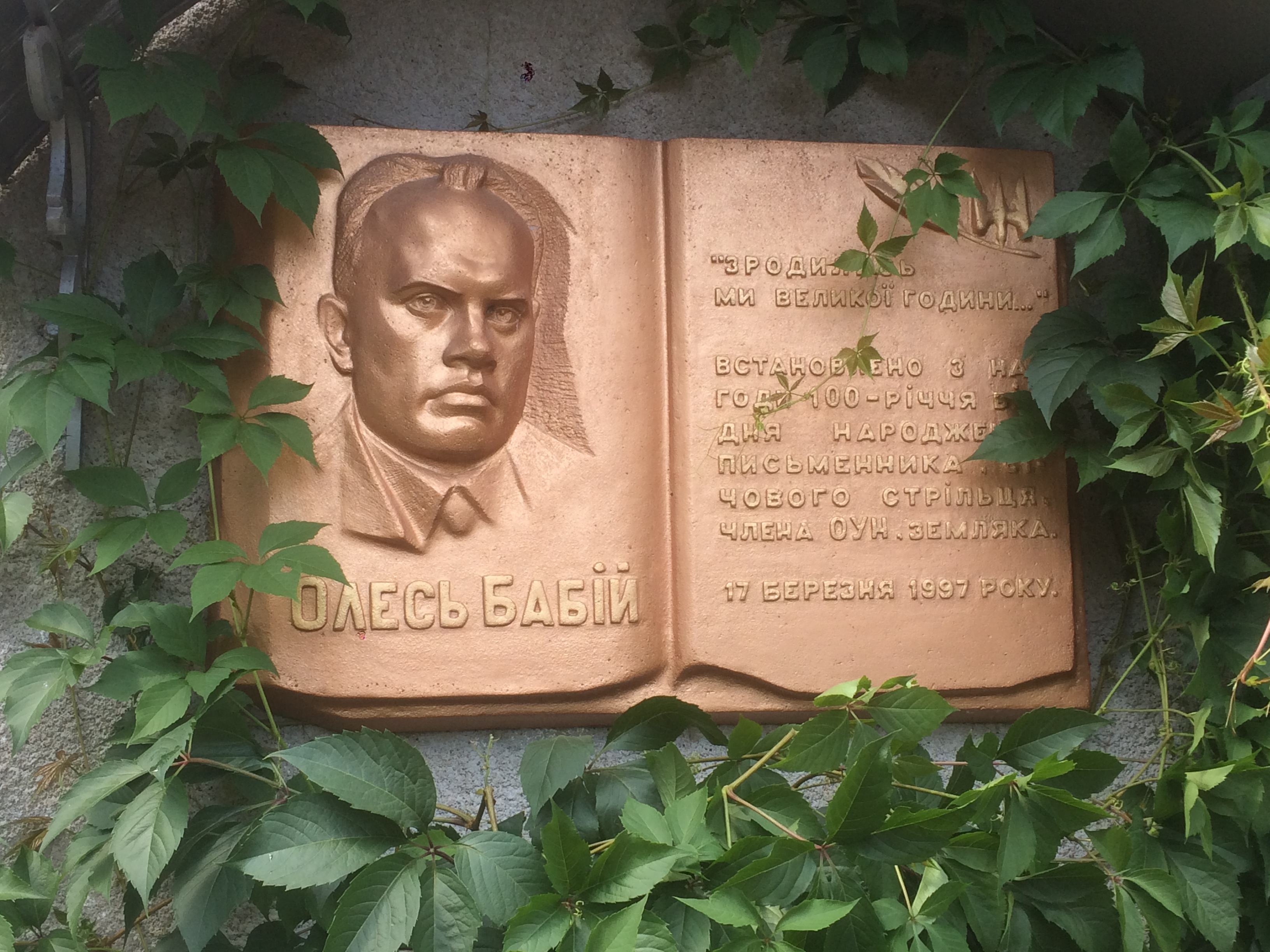
Меморіальна дошка Олесю Бабію

- Олесь Бабій (1897—1975) — письменник і поет, автор низки поетичних та прозових збірок, гімну українських націоналістів «Зродились ми великої години».
- Ярослав Бабій (1942) — режисер Львівського обласного музично-драматичного театру (Дрогобич). 1997 року на стіні місцевого Народного дому йому відкрито меморіальну дошку «Середнє — батьківщина Ярослава Бабія».
- Пасічний Петро — вояк УПА, член Подільського окружного проводу ОУН, останній керівник боївки ОУН[15].